# Omar B
Pour les articles homonymes, voir Omar.
Omar B, de son vrai nom Ahiangban Omar, né le 29 mai 1984 à Lomé et mort des suites d'un accident cardiovasculaire le 20 février 2020 dans la même ville, est un auteur-compositeur-interprète et arrangeur musical togolais,, inhumé le lendemain de son décès à Adétikopé, après une prière musulmane dans le quartier Forever.

## Biographie
Omar B est considéré par beaucoup comme l’incontestable roi du RnB togolais. Il fut bercé par la musique dès son plus jeune âge, s’est véritablement révélé en 2010 avec son album Améssiamé, véritable collection de chefs-d’œuvre musicaux. Il s’est par la suite établi comme une des figures majeures de la musique togolaise, multipliant hits, performances scéniques de choix et glanant de nombreuses récompenses.

### Vie privée
Il a une fille âgée de cinq ans à l'année de son décès en 2020.
Selon les rumeurs, Omar B était alité depuis un moment et c’est une crise cardiaque qui a finalement eu raison de lui à cause d'un manque d'oxygène à l'hôpital où il s'est rendu.

## Discographie

### Albums
- 2010 : Amessiamè
- 2013 : Lonlonwa[10]
- 2019 : Me, Myself and I[11]

### Singles
- 2009 : Il y a encore l’espoir et dernier geste  (featuring 100 Papiers)[12].
- 2013 : À bas les jaloux (featuring Papson Moutité)[13].

## Distinctions
- 2009 : Meilleur artiste Soul RnB par Togo Hip-Hop Awards[14].
- 2011 : Meilleur  arrangeur musical de l’année par Togo Hip-Hop Awards[15].
- 2016 : Meilleure vidéo sur la chanson Nyedeka par Togo Hip-Hop Awards[16].
- 2020 : Prix spécial décerné à titre posthume par Togo Hip-Hop Awards[17].

## Hommages
Après quelques mois, la chanteuse Almok sort un nouveau clip Saka Saka et rend hommage à son compère Omar B.
L’artiste béninois Ricos Campos, après un an suivant le décès de l’artiste Omar B, lui a rendu un hommage dans le morceau Amour finit au tombeau reconnaissant que tout fini au tombeau tout comme feu Omar B et 100 Papiers reconnaissaient dans leur titre de collaboration Dernier geste que « … sur terre il n’y a pas d’éternité ».
Edem Drackey, un artiste togolais a aussi rendu son hommage à son mentor Omar B.
À la suite de la nouvelle de sa mort, même le président de la République Togolaise, Faure Gnassingbé, a rendu un hommage spécial à Omar B.